# József Kónya
József Kónya (Ercsi, 6 marzo 1920 – 11 dicembre 1987) è stato un calciatore ungherese, di ruolo difensore.

## Carriera

### Club
Ha sempre giocato nel campionato ungherese.

### Nazionale
Ha collezionato 3 presenze con la maglia della Nazionale.

## Palmarès

### Nazionale
- Coppa Internazionale: 1

Ungheria: 1953